# Arahatholalu, Bhadravati
Arahatholalu là một làng thuộc tehsil Bhadravati, huyện Shimoga, bang Karnataka, Ấn Độ.